# Nadinetella
Nadinetella is een geslacht van haften (Ephemeroptera) uit de familie Teloganodidae.

## Soorten
Het geslacht Nadinetella omvat de volgende soorten:
- Nadinetella brincki
- Nadinetella crassi